# Rupertus-Kreuz

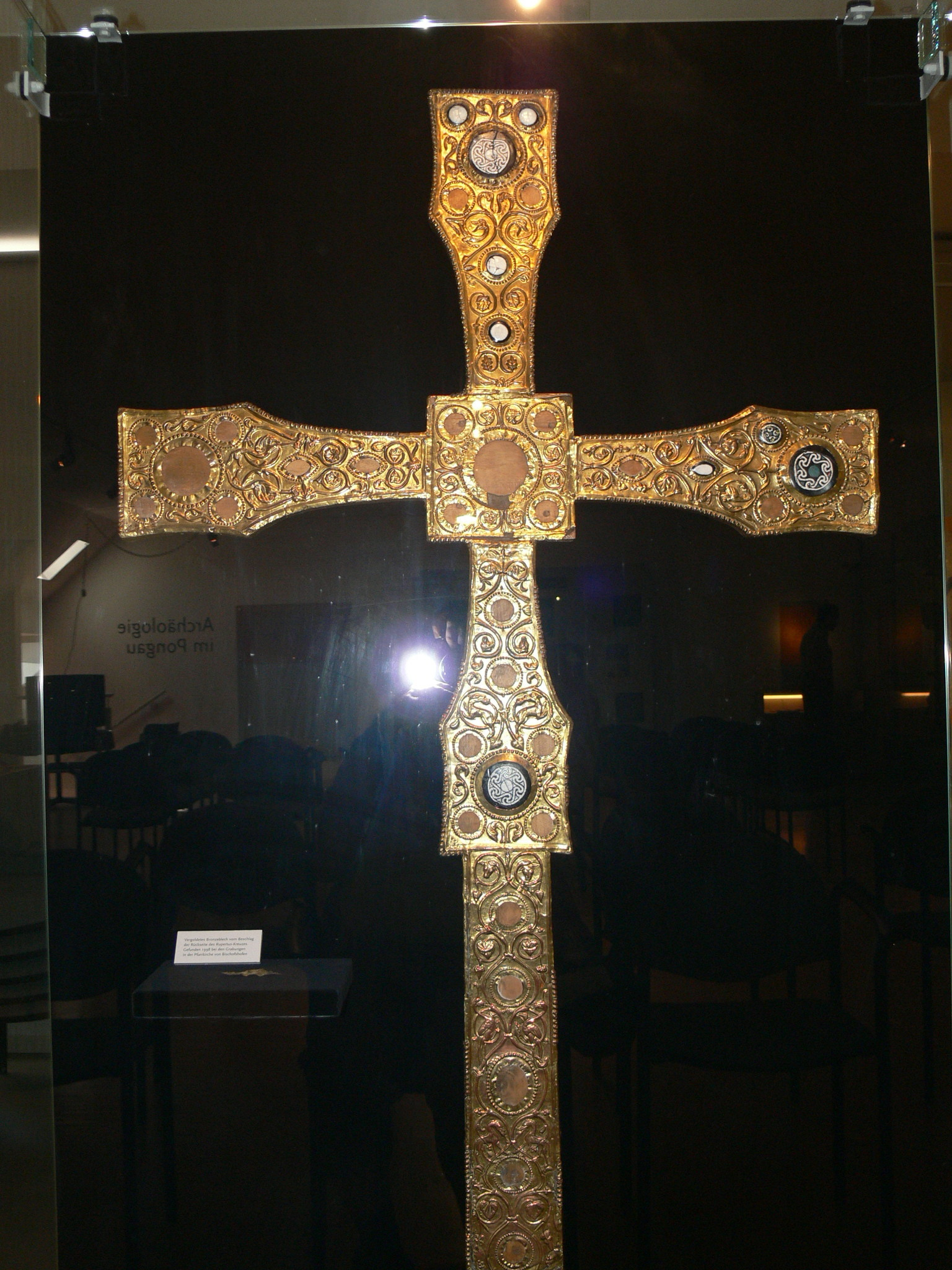
Kopie des Kreuzes im Museum im Kastenturm

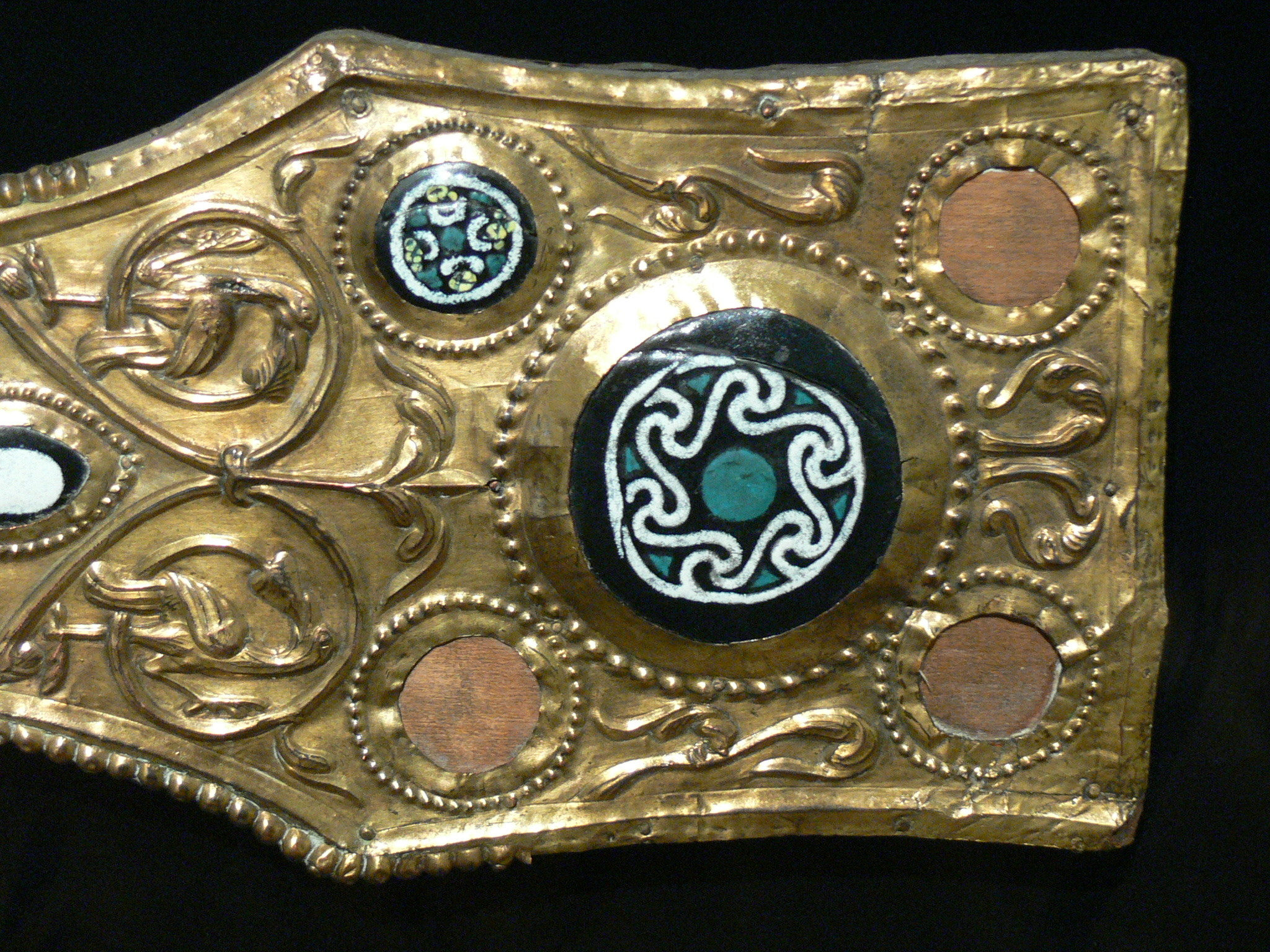
Ende des rechten Armes

Das Rupertus-Kreuz, benannt nach Bischof Rupert von Salzburg, der als Stifter gilt, ist ein Vortragekreuz aus dem späteren 7. Jahrhundert oder dem Anfang des 8. Jahrhunderts. Es stammt wahrscheinlich aus einer Werkstatt im englischen Northumbria. Das Kreuz kam unter Bischof Virgil nach Salzburg und gehört zur Pfarrkirche hl. Maximilian in Bischofshofen im Land Salzburg. Das Kreuz wird mit der Weihe des Virgil-Doms in Zusammenhang gebracht und könnte dort im Altarbereich aufgestellt gewesen sein. Es handelt sich um das monumentalste Gemmenkreuz des ersten christlichen Jahrtausends. Ein solches galt den spätantiken christlichen Kaisern als Siegeszeichen, hier als Triumphkreuz des agilolfischen Herzogs Tassilo III. Diese Deutung basiert auf einem Brief des Peregrinus von Freising an Adelige, Bischöfe und die Großen des Herzogstums Bayern; dabei wird ein Gebet für Tassilos Sieg über den heidnischen Feind, die Karantanen, überliefert. Nach dem Tod des christlichen Karantanenfürsten Cheitumar gab es dort mehrmals heidnische Aufstände, die mit Tassilos Hilfe 772 niedergeschlagen wurden.

„Der Herr möge Tassilo und all seinem Volk den Sieg verleihen, so wie er ihn König Konstantin, dem Sohn Helenas, gab, dem der Herr das Zeichen des Kreuzes am Himmel in der Nacht vor der Schlacht zeigte, und er hörte eine Stimme, die zu ihm sagte: 'Konstantin, in diesem Zeichen wirst du siegen.' Daher wurde von ihm ein Kreuz in die Schlacht getragen, und alle Barbaren flohen vor ihm.“

Das Rupertuskreuz ist ein 158 cm großes, in der Breite 94 cm messendes, und aus dem Holz des Berg-Ahorns gefertigtes Griechisches Kreuz, das auf einem Ständer steht. Es war mit vergoldetem und getriebenem angenageltem Kupferblech verkleidet, wovon nur noch Reste vorhanden sind. In Treibarbeit hergestellte Ranken winden sich aus der Vorderseite aus Palmetten und verwandeln sich in Tierköpfe oder Vegetabilien wie Trauben oder Blätter. Als Schmuck hatte das Kreuz ursprünglich 38 Emailscheiben, von denen nur noch neun vorhanden sind. Wegen seiner geschwungenen Enden wird es auch als Schaufelkreuz bezeichnet. Von der Gesamtform her sieht es dem Desiderus-Kreuz (Brescia, vor 774) sehr ähnlich.
1998 wurde bei Grabungen des Salzburg Museums mit der Archäologin Eva Maria Feldinger in der Pfarrkirche Bischofshofen ein Stück Kupferblech des Kreuzes gefunden.
Das Original wird im Dommuseum Salzburg ausgestellt, eine Kopie des Kreuzes findet sich im Museum am Kastenturm in Bischofshofen bzw. hängt in der Pfarrkirche von Bischofshofen von der Decke herunter.